# Confederación Campesina del Perú
La Confederación Campesina del Perú (CCP) es una organización campesina e indígena del Perú, fundada en 1947. Desempeñó un papel fundamental en las luchas de las comunidades indígenas en la Sierra del Perú para recuperar sus tierras.
Promueve el desarrollo sostenible de la pequeña agricultura y fortalece sus organizaciones por capacitar sus dirigentes.
La CCP es miembro de la Coordinadora Andina de Organizaciones Indígenas, de la Coordinadora Latinoamericana de Organizaciones del Campo (CLOC) y del Movimiento Internacional "Vía Campesina".
La Confederación Campesina del Perú fue fundada el 11 de abril de 1947 por representantes de comunidades campesinas (ayllus), braceros, yanaconas y pueblos indígenas. El primer Secretario General fue Juan Hipólito Pévez Oliveros, campesino de Ica. Secretario de Organización fue Ernesto Quispe Ledesma, hoy abogado en la provincia de La Convención, Cusco. Un líder importante de la CCP fue también el activista trotskista Hugo Blanco Galdós.
La CCP figuró en la toma de tierras en La Convención (Cusco), en Pasco y Junín en los años 60 y en Andahuaylas y Chincheros en 1974.
La CCP apoyó la expropiación de las haciendas por el gobierno del general Juan Velasco Alvarado, pero criticó la formación de supercooperativas como las SAIS (Sociedades Agrícolas de Interés Social) y defendió el derecho de las comunidades campesinas a recuperar las tierras de las haciendas adjudicadas a las SAIS.
En 1987, campesinos organizados en la CCP lograron recuperar 2 millones de hectáreas en el departamento de Puno.
Dado que la mayoría de sus seguidores son comuneros quechuas de los Andes, la CCP lucha también por los derechos culturales de los indígenas y para el fortalecimiento del quechua y participa en encuentros quechuas e indígenas a nivel nacional e internacional.
En 2001 la CCP añadió objetivos ecológicos a su agenda política.
Entre 2006 y 2011 hubo dos activistas de la CCP en el Congreso del Perú, Hilaria Supa Huamán del Cusco (previamente dirigenta de la Federación Departamental de Campesinos del Cusco) y Juana Huancahuari de Ayacucho (presidenta de la Federación Agraria Departamental de Ayacucho, integrante del Comité Ejecutivo Nacional de la CCP hasta 2005).